# Philippines Football League
Die Philippines Football League (PFL) ist die höchste Spielklasse des nationalen Fußballverbands der Philippinen, zuvor war die United Football League die höchste Liga. Die Einführung der Liga wurde im September 2016 von der Philippine Football Federation (PFF) beschlossen, die erste Saison startete im März 2017 mit acht Mannschaften. Zur Saison 2020 nahmen nur noch sechs Vereine teil und ein Jahr später wurde die Spielzeit wegen der Corona-Pandemie abgebrochen.

## Aktuelle Saison
In der Saison 2024/25 nahmen die folgenden zehn Mannschaften am Spielbetrieb teil:
| Team                 | Stadt                  |
| -------------------- | ---------------------- |
| Davao Aguilas        | Tagum, Davao del Norte |
| Dynamic Herb Cebu FC | Talisay, Cebu          |
| Kaya FC-Iloilo       | Iloilo City, Iloilo    |
| Loyola FC            | Manila, Metro Manila   |
| Maharlika Taguig FC  | Taguig, Metro Manila   |
| Manila Digger FC     | Taguig, Metro Manila   |
| Mendiola FC 1991     | Imus, Cavite           |
| Philippinen U20      | Carmona , Cavite       |
| One Taguig FC        | Taguig, Metro Manila   |
| Stallion Laguna      | Biñan, Laguna          |

## Meister seit 2017
| Saison  | Meister                             | 2. Platz                            | 3. Platz                            |
| ------- | ----------------------------------- | ----------------------------------- | ----------------------------------- |
| 2017    | Ceres-Negros FC                     | Global Cebu FC                      | Meralco Manila                      |
| 2018    | Ceres-Negros FC                     | Kaya FC-Iloilo                      | Davao Aguilas                       |
| 2019    | Ceres-Negros FC                     | Kaya FC-Iloilo                      | Stallion Laguna                     |
| 2020    | United City FC                      | Kaya FC-Iloilo                      | Azkals Development Team             |
| 2021    | Abbruch wegen der COVID-19-Pandemie | Abbruch wegen der COVID-19-Pandemie | Abbruch wegen der COVID-19-Pandemie |
| 2022/23 | Kaya FC-Iloilo                      | Dynamic Herb Cebu FC                | Stallion Laguna                     |
| 2024    | Kaya FC-Iloilo                      | Dynamic Herb Cebu FC                | Stallion Laguna                     |
| 2024/25 | Kaya FC-Iloilo                      | Manila Digger FC                    | One Taguig FC                       |

## Anzahl der Meisterschaften
| Verein                           | Anzahl | Saison                 |
| -------------------------------- | ------ | ---------------------- |
| Ceres-Negros FC / United City FC | 4      | 2017, 2018, 2019, 2020 |
| Kaya FC-Iloilo                   | 3      | 2022/23, 2024, 2024/25 |

## Beste Torschützen seit 2017
| Saison  | Torschützenkönig                    | Verein                              | Tore                                |
| ------- | ----------------------------------- | ----------------------------------- | ----------------------------------- |
| 2017    | Bienve Marañón                      | Ceres-Negros FC                     | 22                                  |
| 2018    | Robert Lopez Mendy                  | Kaya FC-Iloilo                      | 18                                  |
| 2019    | Jordan Mintah                       | Kaya FC-Iloilo                      | 31                                  |
| 2020    | Bienve Marañón                      | United City FC                      | 7                                   |
| 2021    | Abbruch wegen der COVID-19-Pandemie | Abbruch wegen der COVID-19-Pandemie | Abbruch wegen der COVID-19-Pandemie |
| 2022/23 | Daizo Horikoshi                     | Kaya FC-Iloilo                      | 15                                  |
| 2024    | Javier Gayoso                       | Kaya FC-Iloilo                      | 23                                  |
| 2024/25 | Saikou Ceesay                       | Manila Digger FC                    | 16                                  |